# KSK Hasselt
Ne pas confondre avec le KSC Hasselt, un autre club belge disparu dans une fusion avec le club dont il est question dans l'article, ni avec le K Hasselt VV, un autre club belge disparu dans une fusion pour former le KSC Hasselt.
Maillots
Le Koninklijke Sporting Hasselt est un club belge de football basé à Hasselt. Le club porte le matricule 3245 et évolue dans des maillots blancs avec une manche bleue et une autre verte. Le club est présidé depuis février 2012 par l'ancien gardien de but international belge Stijn Stijnen, qui l'a sauvé de la faillite. Lors de la saison 2024-2025, il évolue en Nationale 1 VV.

## Histoire

### Naissance du club, un demi-siècle en provinciales
Le Sportkring Kermt est fondé en 1927 et s'affilie à la Vlaamsche VoetbalBond, une fédération régionale amateur. En 1941, il se désaffilie et rejoint l'URBSFA le 24 décembre. Il reçoit à cette occasion le matricule 3245 et fait ses débuts au plus bas niveau des séries régionales. Après dix ans, il remporte le titre dans sa série et accède à la deuxième division régionale, qui devient un an plus tard la deuxième provinciale. En 1955, le club termine dernier de sa série et descend en troisième provinciale. Durant quatre ans, l'équipe termine parmi les derniers. Au début des années 1960, les résultats s'améliorent et le club commence à jouer les premiers rôles. Finalement, il est sacré champion dans sa série en 1966 et remonte en « P2 ». Deux ans plus tard, il décroche un nouveau titre et accède pour la première fois à la première provinciale. Le SK Kermt rate de peu le sacre et finit vice-champion pour sa première saison parmi l'élite provinciale.
Le club ne parvient pas à répéter cette performance et finit par être relégué en 1973. Deux ans plus tard, une dernière place dans sa série le renvoie en « P3 ». Le club vit ensuite une décennie de hauts et de bas. Champion en 1978, il revient en « P2 » dont il est relégué quatre ans plus tard. Il remonte en deuxième provinciale en 1984, en est relégué en 1985 et y revient en 1986. En 1988, il décroche le titre dans sa série et fait son retour en première provinciale après quinze ans. Le club s'installe directement dans le ventre mou du classement, largement à l'abri de la lutte pour le maintien. En octobre 1991, le club est reconnu « Société Royale » et adapte son nom en Koninklijke Sportkring Kermt le 1er juillet 1992. Un an plus tard, l'équipe est sacrée championne du Limbourg et accède pour la première fois de son histoire à la Promotion, le quatrième niveau national.

### Débuts en Promotion
Le KSK Kermt s'adapte rapidement au niveau national et lutte pour le titre dès sa deuxième saison en Promotion. Il doit cependant laisser les lauriers au KFC Dessel Sport, qui termine avec un point de plus. Le club est dès lors qualifié pour le tour final pour l'accession à la Division 3 mais il est éliminé dès le premier tour par le RFC Farciennes. Le club continue à enchaîner les bonnes saisons et parvient finalement à décrocher le titre de champion dans sa série en 1998, accédant ainsi pour la première fois à la troisième division.

### Première montée en Division 3, fusion, changement de nom
Après une première saison difficile au terme de laquelle le club assure juste son maintien, il obtient son meilleur classement en 2000 avec une quatrième place finale. Un an plus tard, le club fusionne avec son voisin du KSC Hasselt, un des plus anciens clubs de Belgique, en proie à de grandes difficultés financières et relégué en première provinciale. Le club fusionné prend le nom de Koninklijke Sportkring Kermt-Hasselt, couramment appelé KSKH. Il conserve les couleurs blanc, vert et bleu de Hasselt et le matricule 3245 du KSK Kermt, le 37 du plus ancien club étant radié par la fédération. Le club s'installe dans les installations de Kermt mais la fusion n'apporte pas les résultats escomptés, l'équipe terminant à l'avant-dernière place de sa série, synonyme de relégation. Après une saison en Promotion conclue en milieu de classement, la direction du club décide de s'installer dans l'ancien stade d'Hasselt. Ce déménagement est couronné d'un nouveau titre de champion après avoir passé toute la saison en tête, ce qui permet au club de revenir en Division 3.

### Une décennie difficile, mise en péril du club
Ce nouveau séjour au troisième niveau national ne dure toutefois que trois saisons, l'avant-dernière place obtenue en 2007 condamnant le club à retourner une nouvelle fois en Promotion. Il termine quatrième la saison suivante, se qualifiant pour le tour final. Il y est éliminé dès le premier tour par le KVC Sint-Eloois-Winkel Sport après les tirs au but et n'est donc pas promu. La saison suivante, il termine vice-champion derrière le KSK Heist et dispute à nouveau le tour final. Il y est opposé une nouvelle fois à Sint-Eloois-Winkel, cette fois à domicile, et prend sa revanche en l'emportant 4-0. Il s'impose ensuite face au KESK Leopoldsburg et est promu en Division 3, la disparition de plusieurs clubs dans les séries supérieures permettant à quatre clubs d'être promus ou de se maintenir via le tour final au lieu de deux habituellement.
Après deux saisons conclues en milieu de classement, des tensions internes dans la direction et avec certains groupes de supportes ainsi que des difficultés financières apparaissent. Le 20 décembre 2011, le président Erik Schildermans démissionne et annonce la mise en liquidation du club en fin de saison. La disparition du club semble alors inévitable mais en janvier 2012, l'ancien gardien de but international Stijn Stijnen, toujours actif en Division 1 au Beerschot, annonce vouloir sauver le club. Le 6 février 2012, il devient officiellement le président du club et lui permet de terminer la saison en assurant sa survie. Malgré cela, l'équipe ne parvient pas à éviter la dernière place et une nouvelle relégation en Promotion.

### Le renouveau du club emmené par Stijn Stijnen
Durant l'été 2012, le club se rebaptise Koninklijke Sporting Hasselt. Un nouvel entraîneur est engagé en la personne de Stefaan Van Winckel, avec pour mission de stabiliser le club au niveau sportif. Il mène le club à la quatrième place, qualificative pour le tour final. Après des victoires contre l'Olympia Wijgmaal, l'UR Namur et l'Union Saint-Gilloise, le club remonte en troisième division après seulement une saison.
Le Sporting Hasselt termine deux ans de suite en milieu de classement. Lors de la saison 2014-2015, il ambitionne une participation au tour final pour la montée en Division 2. Il finit à la septième place du classement mais ne reçoit pas sa licence pour le football rémunéré, indispensable pour jouer au deuxième niveau national, et ne peut donc pas participer au tour final, comme cinq des six équipes mieux classées dans sa série.

## Résultats dans les divisions nationales
Statistiques mises à jour le 3 décembre 2024 (terme de la saison 2023-2024)

### Palmarès
- 2 fois champion de Promotion en 1998 et en 2004.

### Bilan
| Niv | Divisions     | Jouées | Titres | TM Up | TM Down |
| --- | ------------- | ------ | ------ | ----- | ------- |
| I   | 1re nationale | 0      | 0      |       |         |
| II  | 2e nationale  | 0      | 0      |       |         |
| III | 3e nationale  | 14     | 0      | 1     | 1       |
| IV  | 4e nationale  | 17     | 2      | 5     |         |
| V   | 5e nationale  | 0      | 0      |       |         |
|     |               |        |        |       |         |
|     | TOTAUX        | 31     | 2      | 6     | 1       |

- TM Up : test-match pour départager des égalités, ou toutes formes de Barrages ou de Tour final pour une montée éventuelle.
- TM Down : test-match pour départager des égalités, ou toutes formes de Barrages ou de Tour final pour le maintien.

### Classement saison par saison
| Ordre | Saison  | Nom du club         | Niveau                         | Classement final | Remarques                            |
| ----- | ------- | ------------------- | ------------------------------ | ---------------- | ------------------------------------ |
| 1     | 1993-94 | K. SK Kermt         | Promotion série C              | 6e/16            |                                      |
| 2     | 1994-95 | K. SK Kermt         | Promotion série C              | 2e/16            | Tour final                           |
| 3     | 1995-96 | K. SK Kermt         | Promotion série C              | 5e/16            |                                      |
| 4     | 1996-97 | K. SK Kermt         | Promotion série C              | 5e/16            |                                      |
| 5     | 1997-98 | K. SK Kermt         | Promotion série C              | 1er/16           | Champion et promu                    |
| 6     | 1998-99 | K. SK Kermt         | Division 3 série B             | 13e/16           |                                      |
| 7     | 1999-00 | K. SK Kermt         | Division 3 série B             | 4e/16            |                                      |
| 8     | 2000-01 | K. SK Kermt         | Division 3 série B             | 9e/16            |                                      |
| 9     | 2001-02 | KS Kermt-Hasselt    | Division 3 série B             | 15e/16           | Relégué                              |
| 10    | 2002-03 | KS Kermt-Hasselt    | Promotion série C              | 7e/16            |                                      |
| 11    | 2003-04 | KS Kermt-Hasselt    | Promotion série C              | 1er/16           | Champion et promu                    |
| 12    | 2004-05 | KS Kermt-Hasselt    | Division 3 série B             | 12e/16           |                                      |
| 13    | 2005-06 | KS Kermt-Hasselt    | Division 3 série B             | 7e/16            |                                      |
| 14    | 2006-07 | K. SK Hasselt       | Division 3 série B             | 15e/16           | Relégué                              |
| 15    | 2007-08 | K. SK Hasselt       | Promotion série C              | 4e/16            | Tour final                           |
| 16    | 2008-09 | K. SK Hasselt       | Promotion série C              | 4e/16            | Promu via tour final                 |
| 17    | 2009-10 | K. SK Hasselt       | Division 3 série B             | 10e/18           |                                      |
| 18    | 2010-11 | K. SK Hasselt       | Division 3 série B             | 9e/18            |                                      |
| 19    | 2011-12 | K. SK Hasselt       | Division 3 série B             | 18e/18           | Relégué                              |
| 20    | 2012-13 | K. Sporting Hasselt | Promotion série C              | 4e/16            | Promu via tour final                 |
| 21    | 2013-14 | K. Sporting Hasselt | Division 3 série B             | 8e/18            |                                      |
| 22    | 2014-15 | K. Sporting Hasselt | Division 3 série B             | 7e/18            |                                      |
| 23    | 2015-16 | K. Sporting Hasselt | Division 3 série B             | 4e/19            | Promu via tour final                 |
| 24    | 2016-17 | K. Sporting Hasselt | Division 1 Amateur             | 13e/16           | Relégué après tour final             |
| 25    | 2017-18 | K. Sporting Hasselt | Division 2 Amateur VFV série B | 13e/16           | Tour final                           |
| 26    | 2018-19 | K. Sporting Hasselt | Division 2 Amateur VFV série B | 2e/16            | Tour final                           |
| 27    | 2019-20 | K. Sporting Hasselt | Division 2 Amateur VFV série B | 6e/16            |                                      |
| 28    | 2020-21 | K. Sporting Hasselt | Nationale 2 VV série B         | N/A              | saison annulée en raison du Covid-19 |
| 29    | 2021-22 | K. Sporting Hasselt | Nationale 2 VV série B         | 10e/16           |                                      |
| 30    | 2022-23 | K. Sporting Hasselt | Nationale 2 VV série B         | 3e/18            | Tour final                           |
| 31    | 2023-24 | K. Sporting Hasselt | Nationale 2 VV série B         | 2e/18            |                                      |
| 32    | 2024-25 | K. Sporting Hasselt | Nationale 1 VV                 | ... /16          |                                      |

## Personnalités du club

### Anciens entraîneurs
- 2007 - 2009 :  Stefan Kicken
- 2009 - 2011 :  Edy De Bolle
- 2011 :  Marc Lelièvre
- 2012 :  Eric Reenaers
- 2012 :  Theo Custers
- 2012 - 2014 :  Stefaan Van Winckel
- 2014 - ... : Vincent Euvrard

### Anciens joueurs célèbres
- Jochen Janssen, attaquant ayant disputé plus de 200 matches en première division, arrive à Hasselt en 2012.
- Peter Van Houdt, attaquant international belge, termine sa carrière à Hasselt lors de la saison 2009-2010.
- Kris Vincken, défenseur belge ayant joué plus de 100 matches en première division, joue au club de 2006 à 2009.
- Ebrima Ebou Sillah, attaquant international gambien, termine sa carrière à Hasselt de 2012 à 2014 et devient ensuite entraîneur-adjoint au club.

## Infrastructures
Le Sporting Hasselt dispute ses matches à domicile au Stedelijk Sportstadion Hasselt (stade sportif municipal d'Hasselt). L'enceinte dispose d'une capacité de 8800 places réparties comme suit :
- Open seats : 100 places
- Tribune d'honneur : 150 places
- Places assises : 550 places
- Places debout couvertes : 3 000 places
- Places debout non-couvertes : 5 000 places

## Anciens logos